# Microsoft Most Valuable Professional
Il programma Microsoft Most Valuable Professional (MVP) è un premio di riconoscimento distribuito da Microsoft. Gli MVP sono volontari che sono stati premiati per la loro partecipazione attiva alle comunità di supporto tecnico riguardanti tecnologie e prodotti Microsoft, per esempio, ai newsgroup Usenet. Un MVP è premiato in base ai contributi fatti alle comunità durante l'ultimo anno. Microsoft definisce i Microsoft Most Valuable Professional (MVP) come dei "community leader che hanno dimostrato un incredibile impegno, aiutando gli altri a ottenere il massimo dalle tecnologie Microsoft". Il premio è assegnato a persone che condividono la loro incredibile passione, le loro conoscenze e la loro expertise tecnica con le community e con Microsoft.

## Origini
Il programma MVP trae le sue origini nelle comunità degli Sviluppatori software: i primi MVP sono stati selezionati tra gli utenti particolarmente attivi nelle comunità di supporto online come Usenet e CompuServe. Il riconoscimento, rilasciato per la prima volta nel 1993 a 37 persone, viene assegnato e rinnovato annualmente: nel corso degli anni il numero di MVP attivi è cresciuto fino ad arrivare, in data odierna, a un numero compreso tra i 3.000 e i 4.000 individui, a suddivisi in oltre 90 paesi. Nel 10 agosto 2018 risultano attivi 3071 Microsoft MVP: tra questi 550 si trovano negli Stati Uniti, 149 nel Regno Unito, 137 in Francia, 106 in Germania, 74 in Italia, 60 in Spagna.

## Caratteristiche
Nelle comunità, gli MVP condividono la loro esperienza e conoscenza con gli utenti e sviluppatori sulle piattaforme Microsoft al fine di migliorare lo sviluppo dei prodotti e la ricerca. Grazie alla capacità di fare da ponte tra utenti e i team di sviluppo dei prodotti, cui sono sovente in contatto, sono tenuti in seria considerazione nel suggerimento di miglioramenti alle nuove release.

## Trova un MVP
L'introduzione, da parte di Microsoft, di un sito ufficiale dedicato al programma MVP e di un motore di ricerca degli MVP attivi ha reso possibile localizzare un MVP in paesi e settori di competenza specifici al fine di ottenere aiuto e assistenza con le tecnologie Microsoft di riferimento. Il servizio di ricerca, accessibile a tutti, risulta particolarmente utile per gli studenti iscritti al programma Microsoft Student Partner (MSP), in quanto il programma consente agli studenti MSP di contattare direttamente gli MVP a fini di formazione: ovviamente la richiesta è subordinata alla disponibilità e all'accettazione da parte dell'MVP a cui lo studente MSP si rivolge.